# 华东师范大学软件学院
华东师范大学软件学院，2015年9月-2019年7月间称华东师范大学计算机科学与软件工程学院，为华东师范大学的一个学院，成立于2002年1月，是国家首批35所示范性软件学院之一，也是全国师范院校中唯一获准成立的示范性软件学院。2015年9月25日，华东师范大学成立计算机科学与软件工程学院，撤销软件学院建制。2019年，重新设立软件学院。
学院下设五个系和一个中心，即软件科学与技术系、数据科学与工程系、嵌入式软件与系统系、密码与网络安全系、计算机科学技术系、计算中心，拥有上海市高可信计算重点实验室、国家可信嵌入式软件工程研究中心（筹）、教育部软硬件协同设计技术与应用工程研究中心、教育部可信软件国际合作联合实验室（筹）、上海市可信物联网软件协同创新中心等学科基地，设有数据科学与工程研究院、密码与安全研究中心等研究基地。此外，经国家外国专家局批准，国家软件人才国际培训基地(上海)、国家对日软件人才培训基地也均在学院落户。
学院秉承“以学生为中心、以市场为导向、以创新求发展”的办学理念，坚持走办学国际化、运作市场化、产学研一体化的特色之路，培养高层次、实用型、复合型、国际化软件人才。

## 科研

### 国家可信嵌入式软件工程技术研究中心
中心于2013年经国家科技部批准建立，由中国电子科技集团公司第三十二研究所、华东师范大学共同组建，是中国第一个以可信和嵌入式为关键技术的国家级工程研究中心。由中国科学院院士、华东师范大学终身教授何积丰担任中心首席科学家、中国电子科技集团公司第三十二研究所所长游小明担任中心主任。